# Electra flagellum
Electra flagellum is een mosdiertjessoort uit de familie van de Electridae. De wetenschappelijke naam van de soort is voor het eerst geldig gepubliceerd in 1882 door MacGillivray.